# Stolpe (byggteknik)

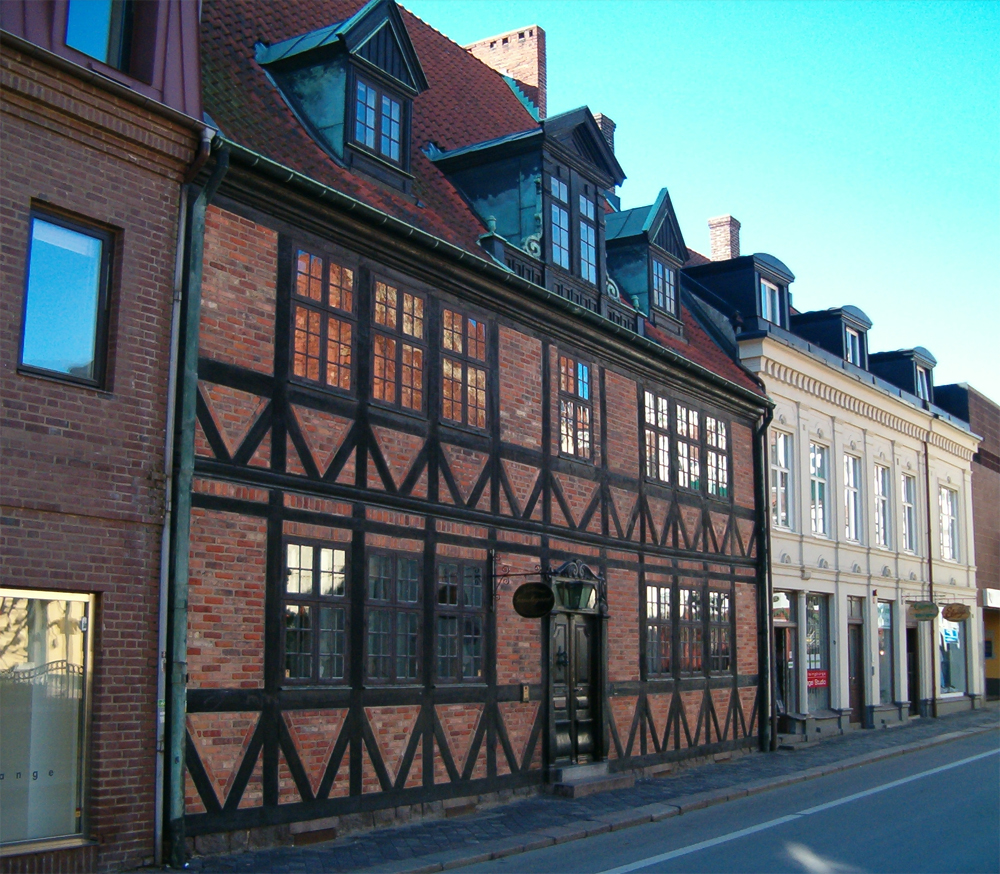
Stolpar av trä i väggen till ett korsvirkeshus i Helsingborg.

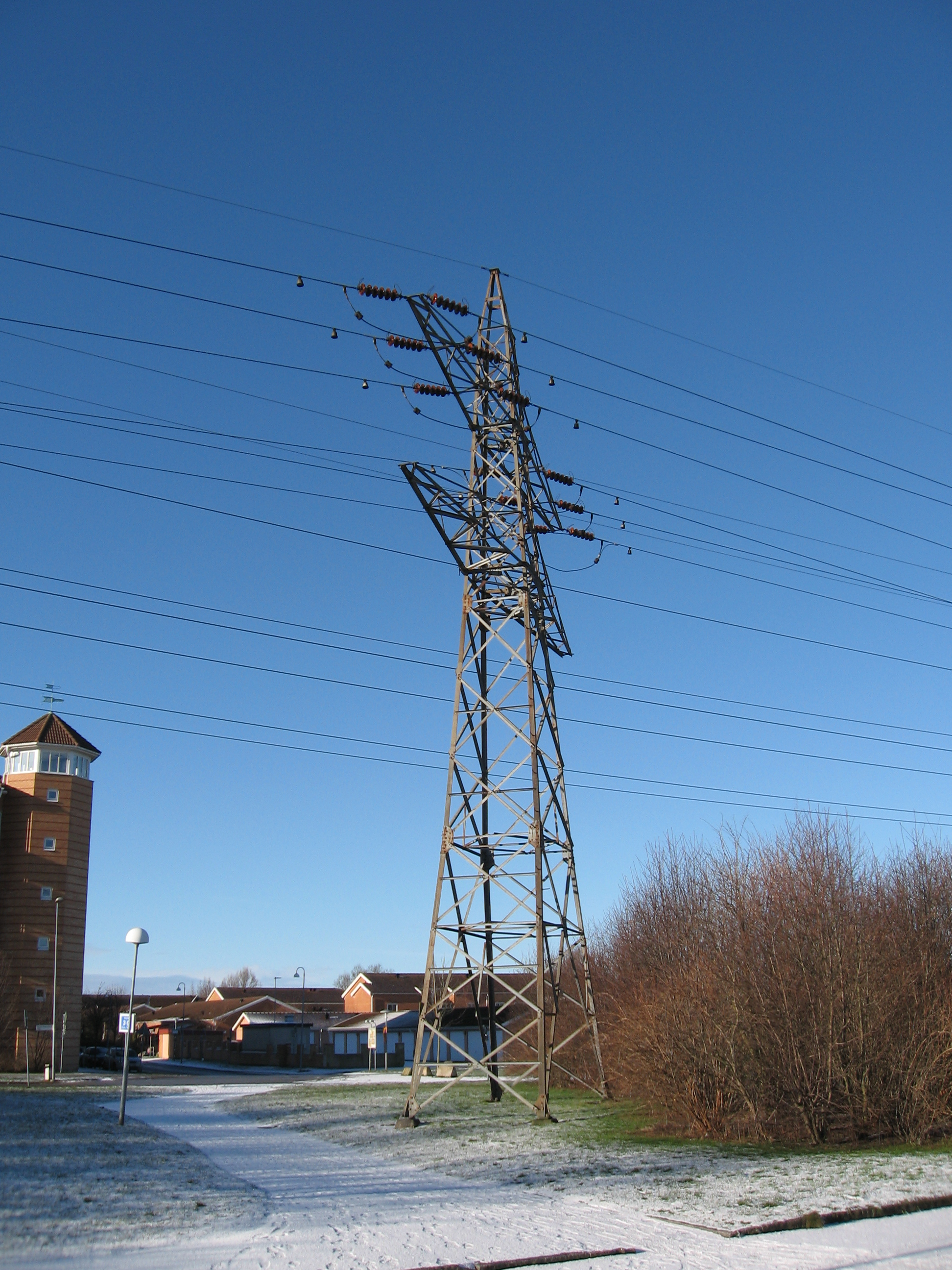
Elledningsstolpe i Värpinge.

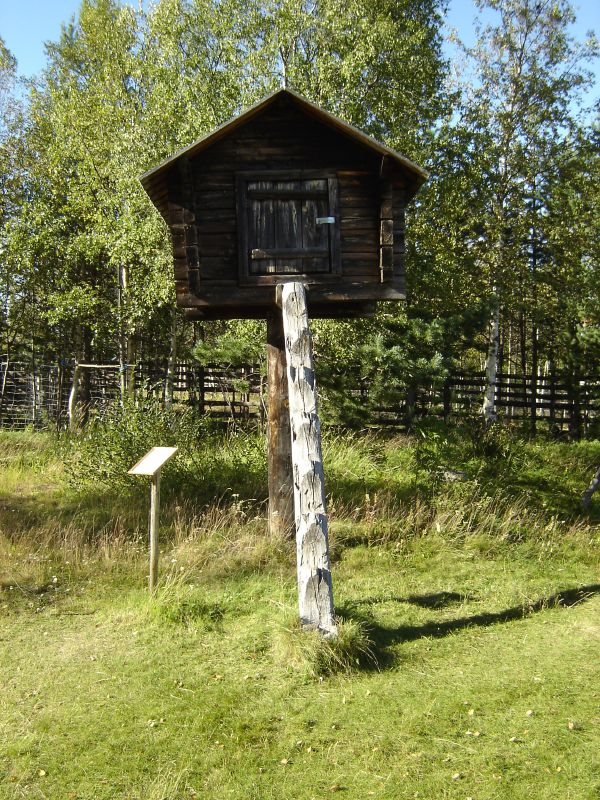
Njalla (stolpbod alternativt härbre i Jukkasjärvi.

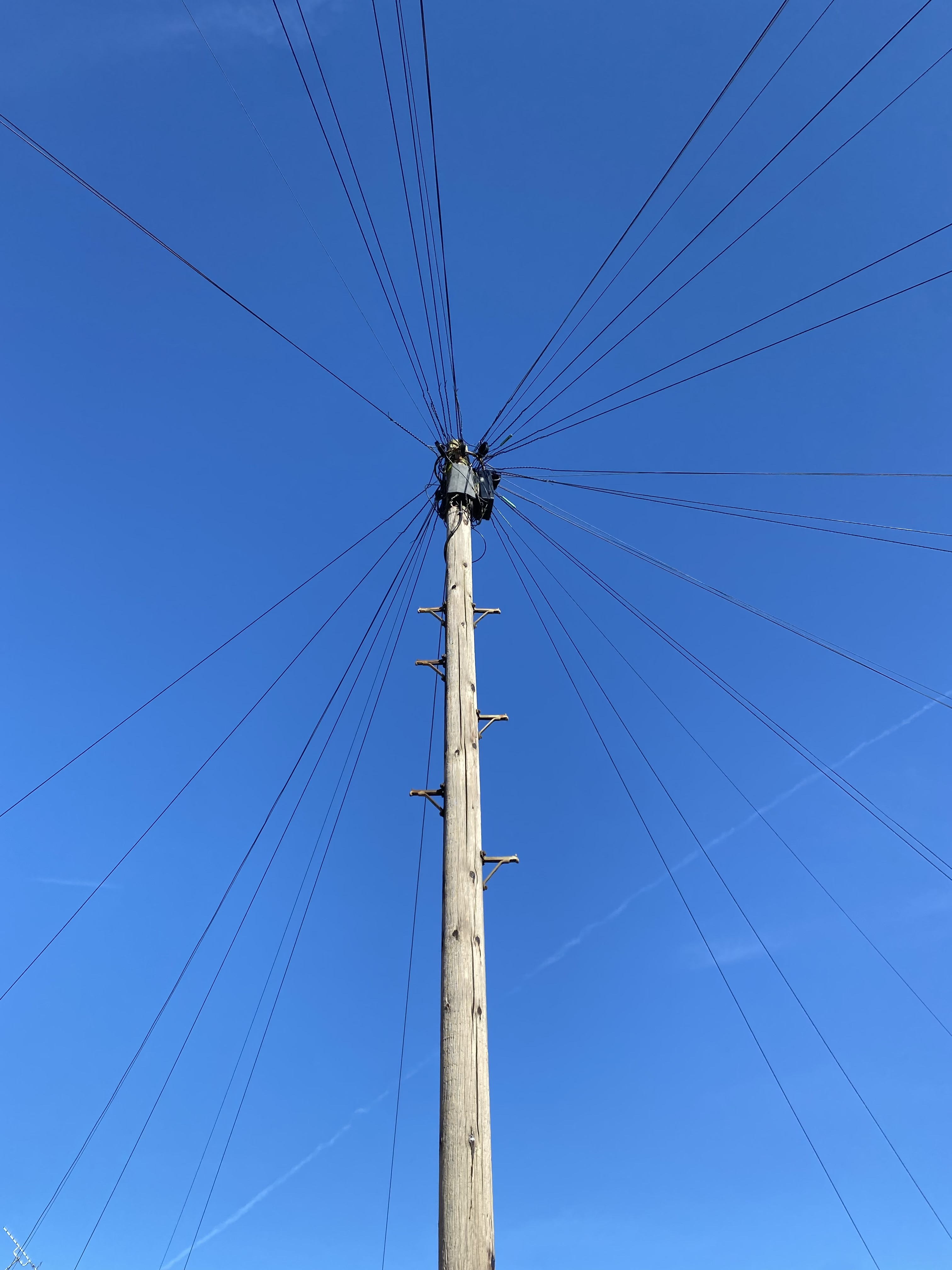
en stolpe med ledningar i London, 2023.

En stolpe är ett lodrätt, smalt byggnadselement som ofta har en bärande funktion. En stolpe är vanligen av trä.  Är den av något annat material kallas den som regel pelare. Den kan t.ex. bära upp tak eller innergolv. En stolpe kan även bära upp t.ex. telefonledningar, telefonstolpe. Men det kan även vara alla konstruktioner som bär en elledning, då dessa av tradition kallas stolpe.
En fristående stolpe kan kallas för pelare, särskilt om den är av sten eller betong.
Mindre stolpar används också för inhägnader, som s.k. kraaler, eller i gärsgårdar och stängsel.

## Övriga tillämpningar
I kustnära samhällen eller sankmarker har ursprungsfolk ofta byggt sina hyddor på stolpar, dels för att säkra sig mot översvämningar, dels som försvar mot vilddjur och fiender. Det finns arkeologiska bevis för hela samhällen som byggts på stolpar i sjöar, bland annat i Baltikum, och i Sverige är ett exempel Tingstäde träsk. En annan vanlig tillämpning är visthusbodar som står på en stolpe för att hindra vilddjur från att tulla förråden. För konstruktion av kajer och angöringsfästen i hamnar har man tidigare mycket använt stolpar, fast det då oftast kallas pålar.
I arkeologin har man stor nytta av stolphål. Stolpar från byggnader i forntiden har för det mesta lämnat spår i jorden, som ett mörkare område i marken. Därur kan forskarna utläsa storlek och form på byggnaden, och till och med vilket träslag som använts.